# Fogíny

1.Fog 2.Fogzománc 3.Dentin 4.Fogbél 7. Fogcement 17.Fogágy 18. Fogíny 22.Gyökérhártya

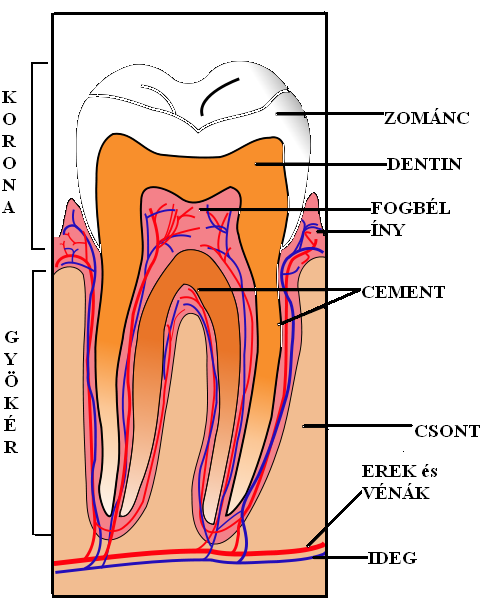
A fog szerkezete

A fogíny (gingiva) az állcsontok fogmedri nyúlványait fedő, a rágáshoz alkalmazkodott, speciális kemény nyálkahártya, mely a szájüreg nyálkahártyájának a folytatása. A fogat rögzítő fogágy alkotóeleme, szerepe annak védelme.
A fogínyt egy többrétegű, el nem szarusodó laphám borítja. A laphám alatt sűrű szövésű, a csonthoz erősen tapadó kötőszövet található. Mivel a hámrétege vastag és szorosan tapad a csonthoz a mechanikai erőknek jól ellenáll és kevésbé érzékeny.

## Felépítése
Anatómiai szempontból megkülönböztetünk: rögzített, szabad és interdentális gingivát.

### Rögzített vagy feszes fogíny (pars fixa gingivae)
A csontokra erősen tapadó gingiva rész. A mozgatható szájnyálkahártyától egy mucogingivális vonal választja el. Ezenkívül színe alapján is elkülöníthető, mivel sokkal világosabb, mint a mozgatható szájnyálkahártya. Gyakran apró behúzódások figyelhetőek meg rajta, amit narancshéj rajzolatnak is neveznek. Az átmenet a szabad ínyszélbe sima, nem mindig vehető észre. Máskor egy sekély árkot látunk ezen a területen.

### Szabad ínyszél (pars libera gingivae)
A fogmeder szélétől koronálisan elhelyezkedő íny, mely egy, kb. 1 mm-es szegélyt képez a fog nyaka körül, kialakítva a fogínysáncot (sulcus gingivae). Ez (legtöbb esetben) teljesen egészséges fogíny esetén egy virtuális rés csupán. Az íny annyira feszesen tapad a fog felszínéhez, hogy azt nehezen lehet leválasztani. Az 1–2 mm mély sulcus még normálisnak tekinthető.

### Interdentális fogíny
Két fog közt elhelyezkedő háromszög alakú fogíny. Szoros kontaktpont esetén (főleg, ha a kopás miatt már kontaktfelszín is kialakult) ez nem terjed a szomszédos fogak közé. Ilyenkor az orális és vesztibuláris szabad ínyszél között egy konkáv rész alakul ki, amit col areanak nevezzünk. Ha a szomszédos fogak közt rés van az íny ugyanúgy körbe veszi a fogat mint máshol.

### A hámréteg
A szabad fogínyen egy belső (fog fele néző) és egy külső hámréteg különíthető el. A külső egy többrétegű elszarusodó laphám, mely az alatta lévő kötőszöveti papillákkal szoros kapcsolatban van. Megfigyelhetőek az elszarusodó laphámra jellemző sejtrétegek: stratum basocellulare, spinocellulare, granulosum és corneum. A belső egy speciális hámréteg, mely kevesebb laphámsejtet tartalmaz és soha nem szarusodik el.
Az ínybarázda alján található a hámtapadás (epithelialis junctio). Itt a hámsejtek szorosan a foghoz tapadnak, védve ezáltal a fogágy többi részét. A hámtapadás a fogelőtörés során alakul ki. Miután a zománc képződése teljesen befejeződött a redukált ameloblasztok és a külső zománchám összetapad. Ez az elsődleges hámtapadás. A fogelőtörés későbbi szakaszában, amikor a fog eléri a szájüreg hámrétegét, a külső zománchám és a hámréteg bazális sejtjei egymásba folynak. Ezek a sejtek alkotják a junctionális epithelt és ezt már másodlagos hámtapadásnak nevezzük. A hámréteg megszakadásától a fog okklúzióba kerüléséig a junctionális epithel folyamatosan apikális irányba vándorol. Sejtjei a stratum basocellulare sejtjeivel azonosak: gyakori sejtosztódásra és alaphártya képzésére képesek. Ezenkívül a fog felszínéhez hemidesmosomákkal tapadnak. Koronálisabban már a stratum spinocellulare sejtjeire hasonlító, kissé elnyúlt sejteket találunk. Ezek párhuzamosak a fog felszínével és a sulcus alját képezik. A sejtek közt a kapcsolatok kevésbé szorosak így itt immunsejtek juthatnak ki a sulcusba. Ahogy haladunk koronális irányba a sejtek egyre jobban specializálódnak és a hámréteg éles határ nélkül megy át az elszarusodó laphámba.

### A kötőszövet
A hám alatt elhelyezkedő kötőszövet 60-65%-ban kollagénrostokból és 5%-ban sejtekből áll, míg a maradék 20-25%-ot az alapállomány, erek és idegek teszik ki. A sejtes elemek zöme fibroblaszt, mely az alapállományt és a rostokat termeli. A többi sejt a szervezet védekezési reakcióiban vesz részt, mint a makrofágok, leukociták, limfociták, plazmasejtek és hízósejtek.
A kollagén rostokon kívül még megfigyelhetőek retikuláris rostok (elsősorban az erek és az alaphártya közelében), rugalmas rostok (főleg az erek falában) és oxitalan rostok, melyek funkciója tisztázatlan. Lefutásuk szerint a rostok lehetnek: körkörös lefutásúak, a fog nyaka körül, ezek biztosítják a szabad ínyszél rátapadását a fogra; dentogingivális rostok, a cementből indulnak és szétsugároznak az ínyben; transseptalis rostok, két szomszédos fog között húzódnak és septogingivalis rostok, az interdentális csontszeptum csúcsából sugároznak szét az interdentális papillába.
Az alapállományban helyezkednek el a sejtek és a rostok és itt történik az anyagtranszport. Elsősorban glikoproteinekből és proteoglikánokból áll, de még tartalmaz fibronectint, osteonectint, osteopontint és különböző adhéziós molekulákat (integrint és adhesint).

## Fejlődése
- Lásd fogágy fejlődése

## Betegségei
- Lásd ínygyulladás